# Юдофілія
Юдофілія — прояв інтересу, поваги до єврейського народу, захоплення і поклоніння щодо його історичного значення і позитивного впливу на світову історію. Виявляється, як правило, з боку неєвреїв.
Вважається антонімом антисемітизму.